# Jan Tencian
Jan Tencian (* 22. března 1927 Vyškov) byl český a československý právník, politik Komunistické strany Československa, předseda MěNV v Olomouci a poslanec Sněmovny národů Federálního shromáždění za normalizace.

## Biografie
V roce 1950 absolvoval Právnickou fakultu Masarykovy univerzity v Brně, poté se stal podnikovým právníkem v Moravsko-slezské tiskárně v Olomouci. Od roku 1952 byl členem KSČ, na konci 60. let byl stoupencem protireformního křídla strany a proto se po invazi vojsk Varšavské smlouvy stal v roce 1970 jak předsedou MěNV (současnou terminologií starosta/primátor) Olomouce, jímž byl až do roku 1986, tak v rámci KSČ předsedou jejího městského výboru, členem okresního výboru a členem předsednictva ostravského krajského výboru. Později ještě působil na správním úseku Ministerstva vnitra v Praze.
Ve volbách roku 1976 usedl do české části Sněmovny národů (volební obvod č. 70 – Olomouc, Severomoravský kraj). Mandát získal i ve volbách roku 1981 (obvod Olomouc). Ve Federálním shromáždění setrval do konce funkčního období, tedy do voleb roku 1986.